# (22654) 1998 QA5
(22654) 1998 QA5 est un astéroïde de la ceinture principale d'astéroïdes découvert en 1998.

## Description
(22654) 1998 QA5 a été découvert le 22 août 1998 à la station de Xinglong, dans la province chinoise d'Hebei (Chine), par le Beijing Schmidt CCD Asteroid Program.

### Caractéristiques orbitales
L'orbite de cet astéroïde est caractérisée par un demi-grand axe de 2,41 UA, un périhélie de 2,20 UA, une excentricité de 0,09 et une inclinaison de 6,14° par rapport à l'écliptique. Du fait de ses caractéristiques, à savoir un demi-grand axe compris entre 2 et 3,2 UA et un périhélie supérieur à 1,666 UA, il est classé, selon la JPL Small-Body Database, comme objet de la ceinture principale d'astéroïdes.

### Caractéristiques physiques
(22654) 1998 QA5 a une magnitude absolue (H) de 14,8 et un albédo estimé à 0,139.